# Commune rurale d'Äänekoski
La commune rurale d'Äänekoski (en finnois : Äänekosken maalaiskunta) est une ancienne municipalité de Finlande centrale en Finlande,.

## Histoire
La commune rurale d'Äänekoski a fusionné avec Äänekoski en 1969. 
Au 1er janvier 1968, la superficie de la commune rurale d'Äänekoski était de 266,2 km2 et au 31 décembre 1968 elle comptait 2 941 habitants.